# Église Notre-Dame-du-Bon-Port de Gavarnie
L'église Notre-Dame-du-Bon-Port est un édifice catholique situé à Gavarnie dans le département des Hautes-Pyrénées en région Occitanie.

## Localisation
L'église Notre-Dame-du-Bon-Port, église paroissiale de Gavarnie, est située en centre-ville avec cimetière attenant.

## Historique
L'église actuelle doit son origine aux moines de Saint-Jean de Jérusalem dont l'hospice est mentionné dès 1257 et 1270. Sa chapelle est agrandie au XIVe siècle et prend alors le vocable de Notre-Dame du Bon Port. 
D'importants travaux s'étalent sur toute la durée du XIXe siècle. En 1820, alors que des vestiges de l'ancien hôpital sont encore visibles aux abords de l'église, celle-ci s'effondre par le milieu, entrainant le clocher. Les travaux de réfection doivent être repris pour malfaçon après 1838. Un nouvel autel est mis en place en 1842. En 1851, il est décidé de reconstruire le clocher sur d'anciennes maçonneries au nord-est de l'église et d'aménager une chapelle supplémentaire. Les travaux s'éternisent jusqu'en 1878. Le percement d'un portail sur l'élévation sud et l'attribution d'une nouvelle tribune datent de 1884. 
En 1910, des vitraux de Louis-Victor Gesta sont installés. La toiture a fait l'objet d'une restauration récente. L'église et le cimetière sont inscrits à l'inventaire des monuments historiques par arrêté du 29 janvier 1998. Située sur l'un des itinéraires menant à Saint-Jacques de Compostelle, l'église est classée à ce titre au Patrimoine Mondial depuis 1998 également.

## Architecture et description
L'église actuelle dotée d'une voûte en berceau brisé et d'une tribune avec galeries latérales date essentiellement du début du XIXe siècle. Elle présente cependant quelques vestiges du XIVe siècle : sa chapelle nord, formant bras de transept remonte à l'époque romane et à l'extérieur du bâtiment, on distingue encore la base ancienne d'une tour carrée qui supportait l'ancien clocher-mur et l'enceinte d'un escalier en vis éclairée de deux meurtrières.

Sélection de vues diverses
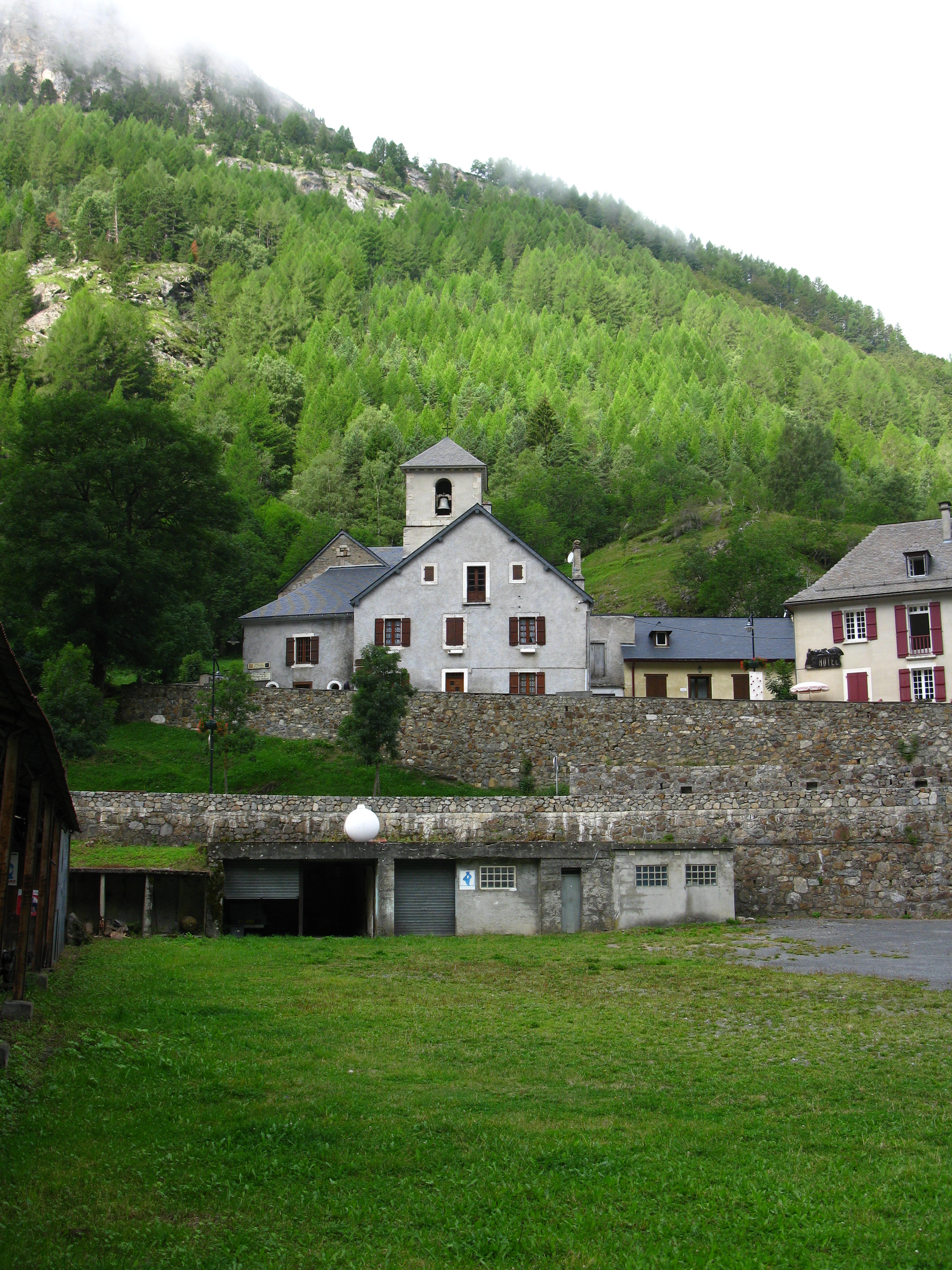
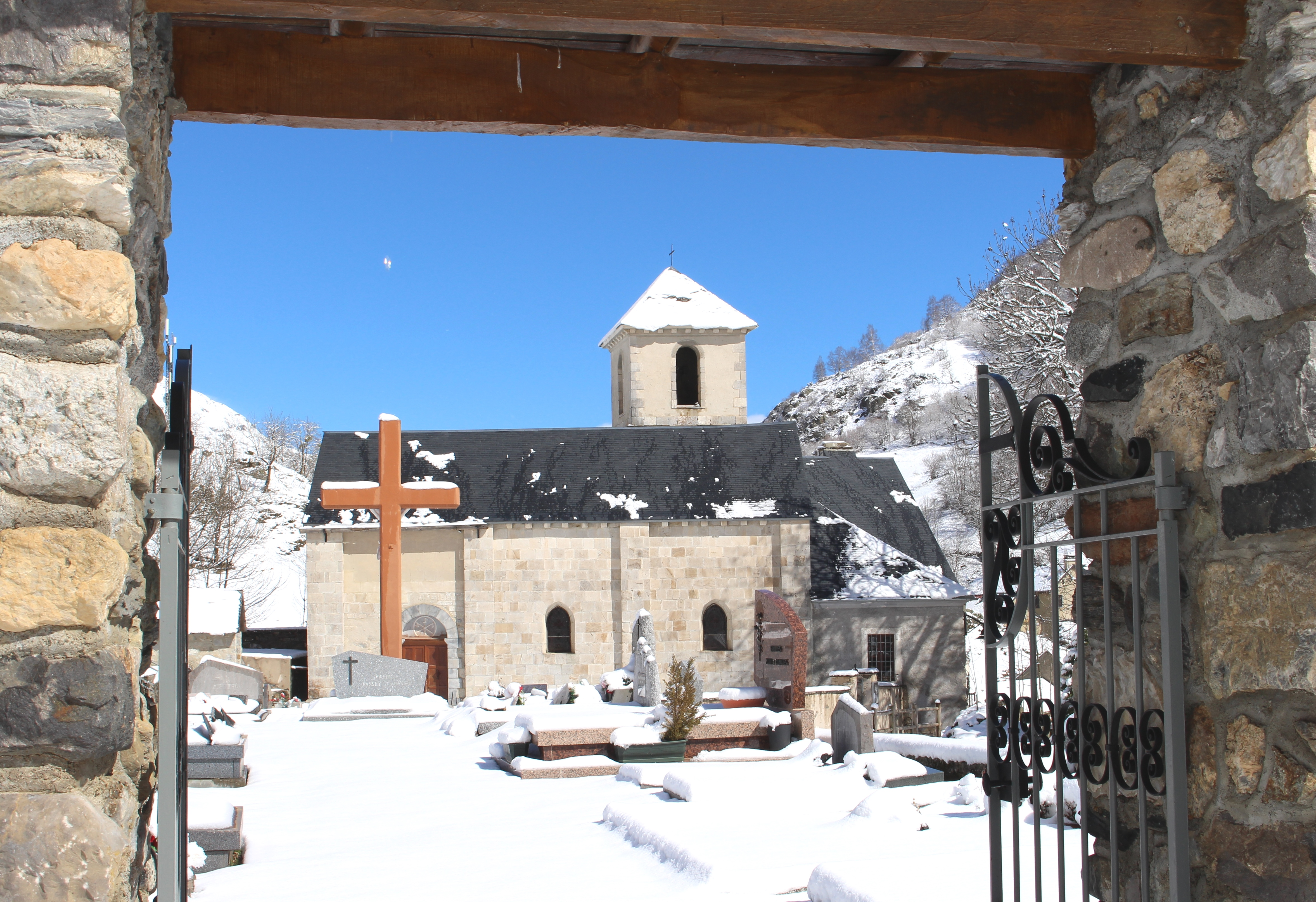
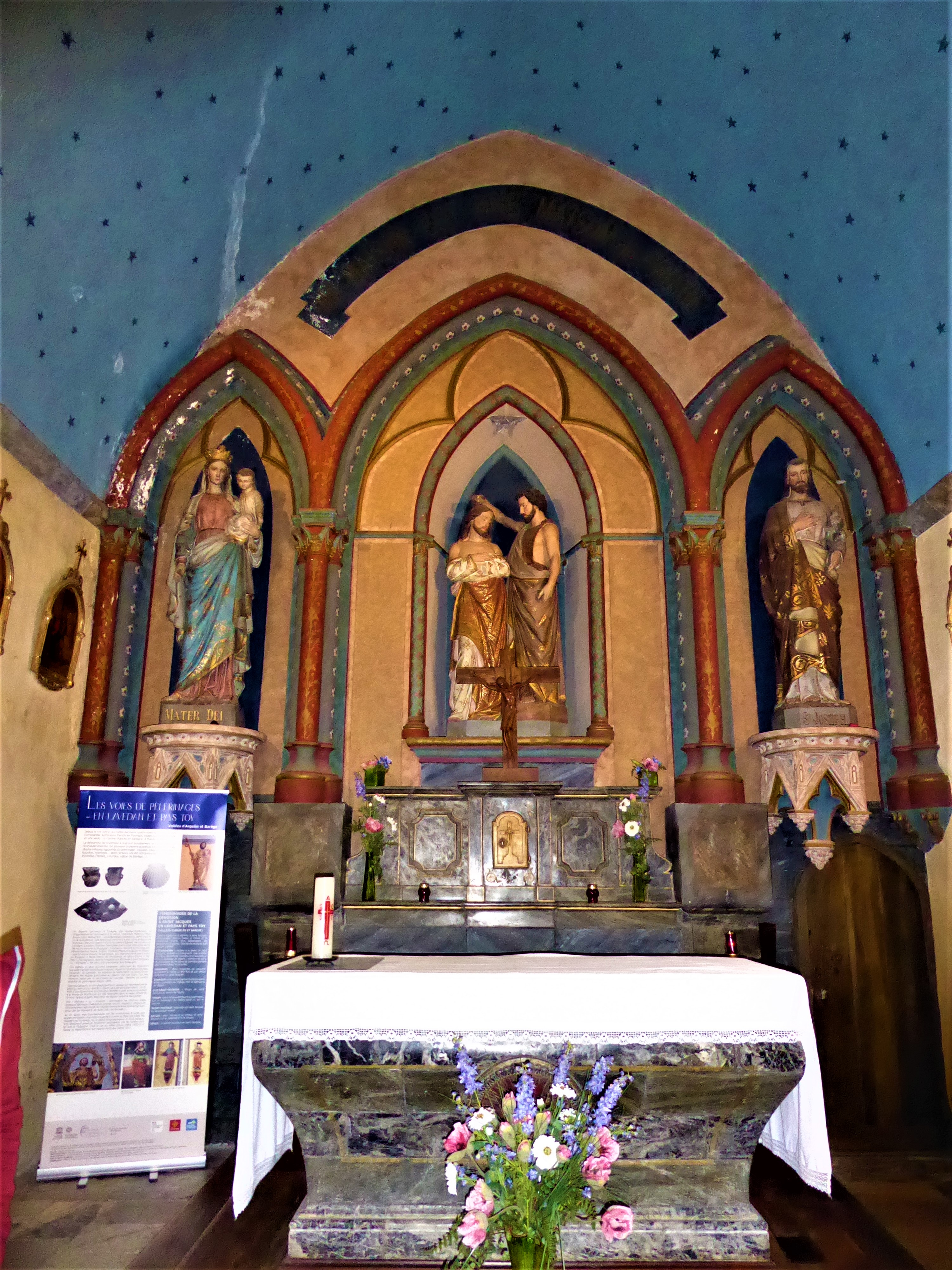
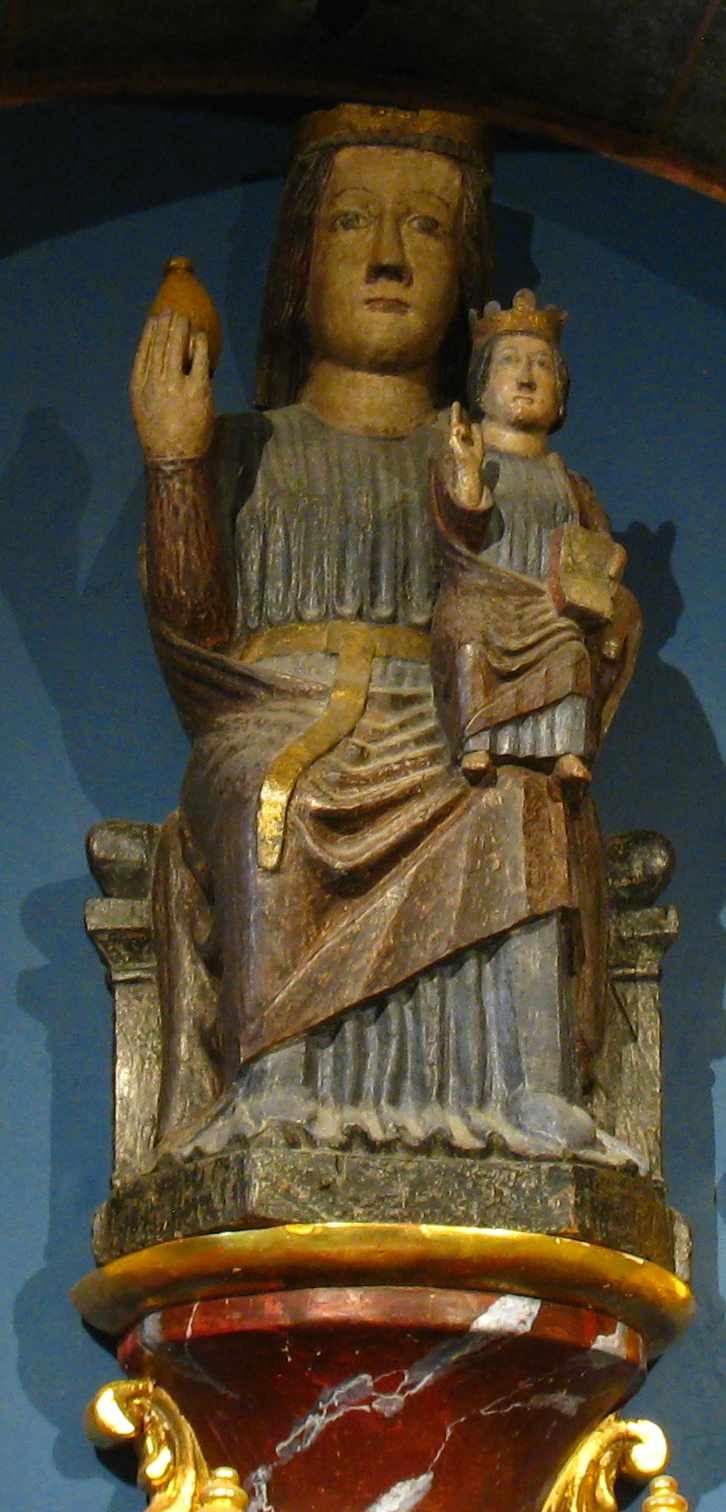
Notre-Dame du bon Port.
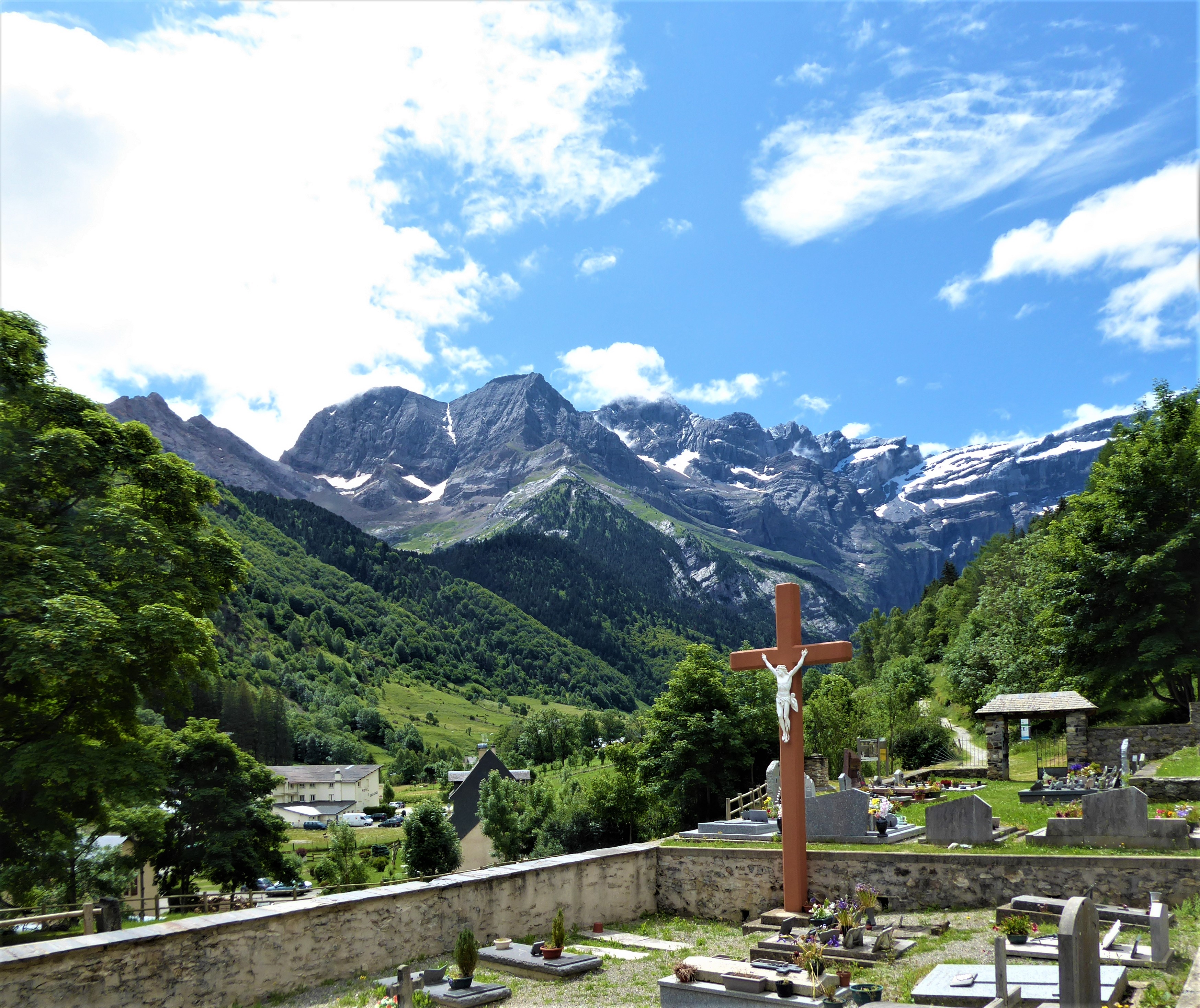
Cimetière et panorama.

## Mobilier
L'église abrite du mobilier du XVe siècle, des statues remarquables et des vestiges d'époque médiévale :
- Le chœur est orné d'un retable baroque à colonnes torses ponctué de coquilles et feuilles d'acanthe.
- La nef abrite une effigie contemporaine de Saint-Jacques.
- Le transept nord abrite la statue de Notre-Dame du Bon Port en bois polychrome du XIVe siècle et deux statuettes de pèlerins du XVIIe siècle[4].
- Un placard près de l'entrée renferme les fameuses reliques des crânes dits "des Templiers"[5].